# 채령 (배우)
채령(蔡寧, 채영, 채녕, 본명은 채혜숙(蔡惠淑), 1951년 1월 15일 ~ )은 대한민국의 여성 영화배우이다.

## 생애

### 연예 분야 데뷔
1969년 연극배우 첫 데뷔하였고 1년 후 1970년 광고 모델 데뷔하였으며 이듬해 1971년 MBC 문화방송 공채 3기 탤런트로 정식 데뷔하였고 이어 같은 해 1971년 영화 《요검(妖劍)》의 주연으로 영화배우 데뷔하였다.

### 결혼 이후
1973년에는 17년 연상의 영화감독 임권택(林權澤)과 법적 혼인 신고를 하고 6년 후 1979년 정식으로 결혼식을 올렸으며 그와의 사이에서 두 아들을 두었다.

## 가족 관계
- 부군: 임권택(林權澤, 1934년 11월 2일(90세) 일제 강점기 전라남도 장성 출생 ~ , 영화감독 겸 각본가.)
  - 첫째아들: 임동준(林東俊, 1974년 5월 26일(50세) 서울 출생 ~ , 영화제작사 간부.)
  - 둘째아들: 권현상(權賢尙, 본명 임동재(林東宰), 1981년 7월 2일(43세) 서울 출생 ~ , 영화배우.)

## 출연작

### 연극
- 1969년 《햄릿》 ... 오필리어 역(단역)
- 1970년 《오셀로》 ... 데스데모나 역(주연)
- 1971년 《맥베스》 ... 레이디 맥베스 부인 역(주연)

### 영화
- 1971년 《요검》
- 1986년 《티켓》
- 2011년 《달빛 길어올리기》

### 텔레비전 드라마
- 1971년 MBC 드라마 《수사반장》
- 1972년 KBS 드라마 《에루야》
- 1978년 TBC 드라마 《내일도 푸른 하늘》
- 1983년 MBC 드라마 《조선 왕조 오백년 - 추동궁 마마》 ... 택주 평택 임씨(반복해의 부인) 역
- 1983년 KBS 드라마 《개국》 ... 정비 안씨 역
- 1992년 SBS 드라마 《두려움 없는 사랑》
- 1994년 MBC 드라마 《여자의 남자》